# Elasmostethus interstinctus
Punaise du bouleau
Espèce
Elasmostethus interstinctus, la Punaise du bouleau, est une espèce d'insectes du sous-ordre des hétéroptères (punaises) de la famille des Acanthosomatidae.

## Systématique
L'espèce Elasmostethus interstinctus a été décrite pour la première fois par le naturaliste suédois Carl von Linné en 1758, sous le protonyme de Cimex interstinctus.

### Publication originale
- (la) Carl von Linné, Systema Naturae per regna tria naturae, secundum classes, ordines, genera, species, cum characteribus, differentiis, synonymis, locis. Editio Decima, Reformata. Tomus I., Holmiæ (Stockholm): impensis direct. Laurentii Salvii., 1758, 824 p. (lire en ligne), p. 445